# Sophie Delmas
Pour les articles homonymes, voir Delmas.
Sophie Delmas, née le 30 janvier[réf. nécessaire] 1970, est une chanteuse et comédienne française originaire de Toulouse.

## Biographie
Elle est issue d'une famille d'artistes, ses grands-parents sont chanteurs d’opéra et d’opérettes. Dès 1987, elle chante dans des orchestres du Sud-Ouest. Elle commence sa formation au Studio des variétés.
Très jeune, elle est remarquée et chante entre autres avec Marcel Mouloudji, part deux ans en tournée avec le trio 3 fois danger et fait même partie en 1996 des chœurs gospel de Mariah Carey à Bercy.
Sophie Delmas sort un single promotionnel en 1997 avec la chanson Je le veux écrite par François Valéry. La même année, elle forme un duo avec François Valéry sur le titre C'est bon de souffrir qui est gravé sur l'album Qu'est-ce qu'on est con.
Elle se tourne ensuite vers la comédie musicale, tout d'abord avec Un conte de Noël joué en 2000 au Théâtre de la Porte-Saint-Martin, puis avec le rôle d'Aurore dans L'Ombre d'un géant au Théâtre Mogador en 2002. La chanson Pour aimer plus fort, chantée en trio avec Hanna H et Rose Laurens, se classe no 40 en France et no 9 (tip) en Belgique francophone. Toujours extrait de L'Ombre d'un géant, le titre de Sophie Delmas Rêver d'être une star se classe no 55 en France.
En 2003, elle joue dans Autant en emporte le vent au Palais des sports de Paris et interprète le personnage de Belle Watling.
À l'issue de cette production, elle crée Showllywood, spectacle dans lequel elle revisite les standards des films musicaux hollywoodiens. Une rencontre importante marque alors un tournant dans sa carrière artistique, celle de Pierre Cardin. Séduit par sa voix et sa performance, il lui ouvre les portes de l'Opéra de Saïgon où elle donne un grand récital télévisé sur la chanson française : Bonjour Paris. Plusieurs tournées pour les ambassades de France au Moyen et Proche-Orient ainsi qu'en Islande, ont confirmé le succès de ce spectacle qui se veut être un hommage à la culture française.
Grâce à sa rencontre avec Richard Cross, elle intègre le Centre de Formation Vocale comme coach vocal et interprétation scénique.
En 2009, Sophie Delmas fait partie du spectacle musical Dothy et le Magicien d'Oz de Dove Attia et Albert Cohen au Grand Rex dans lequel elle joue et interprète les deux rôles des sorcières. La presse souligne son énergie. Un album et un DVD en sont extraits. Le spectacle reçoit le Marius du meilleur musical 2009, catégorie jeune public.
Elle prête sa voix à mère Gothel pour la partie chant (dialogues doublés par Isabelle Adjani) dans le film Raiponce des Studios Disney. La chanson N'écoute que moi est gravée sur la bande originale Raiponce.
Fin 2010, elle interprète le rôle principal de Donna Sheridan dans la production française de Stage Entertainment : Mamma Mia ! qui est l'un des grands succès musical de l'année 2011. La production est nommée aux Molières 2011 et décroche le Globe de Cristal du meilleur spectacle musical 2011. Le spectacle part en tournée française en 2012 et 2013,. (Plus de 1.1 million de spectateurs en France et 650 shows).
En 2013, elle rejoint le collectif d'artistes Les grandes voix des comédies musicales chantent pour les enfants hospitalisés aux côtés notamment de Renaud Hantson, Mikelangelo Loconte et Lââm pour le single Un faux départ,.
D'octobre 2013 à janvier 2014, elle interprète la fée bleue dans Pinocchio, le spectacle musical de Marie-Jo Zarb et Moria Némo aux côtés notamment de Pablo Villafranca et Nuno Resende au théâtre de Paris. En 2014, elle participe à la troisième saison de The Voice, la plus belle voix sur TF1. Elle est éliminée lors de la neuvième semaine, à l'étape appelée battles.
En décembre 2014, elle interprète le rôle de Glinda dans Le Magicien d'Oz d'Andrew Lloyd Webber au Palais des congrès de Paris. Dans cette version française du spectacle The Wizard of Oz, elle joue aux côtés, entre autres, de Natasha St-Pier, de Candice Parise et de Fred Colas. Le spectacle se joue en tournée en France et en Belgique en 2015.
D'octobre 2015 à mars 2016, elle interprète en alternance le rôle de la reine dans La Petite Fille aux allumettes au Théâtre du Gymnase Marie Bell à Paris ainsi qu'en tournée en France. Le 2 novembre 2015, elle se produit dans le cadre du Voyage des Cœurs en scène à l'occasion des dix ans de l’association Cœurs en scène, lors d'un concert au Vingtième Théâtre aux côtés de Vanessa Cailhol, Manon Taris, Damien Sargue, Nuno Resende, Laurent Bàn.
Elle prend la direction du Studio international des arts de la scène Vanina Mareschal durant la saison 2016/2017[réf. nécessaire]. En 2017, elle intègre l'équipe de chroniqueurs de l'émission Midi en France sur France 3. La même année, elle est la voix française de Mme Samovar dans le film des Studios Disney : La Belle et la Bête.

## Comédies musicales
- 2000 : Un conte de Noël de William Korso, Pierre-Alain Perez au Théâtre de la Porte-Saint-Martin
- 2002 : L'Ombre d'un géant de François Valéry au Théâtre Mogador
- 2003 : Autant en emporte le vent de Gérard Presgurvic et Kamel Ouali au Palais des sports de Paris
- 2007 : Rimbaud musical[24] de Richard Charest et d'Arnaud Kerane au Vingtième Théâtre, Théâtre Comédia
- 2007 : La rue Zabym de Pascal Vallot[25]
- 2009 : Dothy et le Magicien d'Oz de Dove Attia et Albert Cohen au Grand Rex
- 2010-2013 : Mamma Mia ! de Catherine Johnson au Théâtre Mogador, tournée
- 2013-2014 : Pinocchio, le spectacle musical de Marie-Jo Zarb et Moria Némo au Théâtre de Paris
- 2014-2015 : Le Magicien d'Oz de Andrew Lloyd Webber au Palais des congrès de Paris, tournée[26]
- 2015-2016 : La Petite Fille aux allumettes, mise en scène de David Rozen au Théâtre du Gymnase, tournée
- 2017 : Spectacle Longjumeau en scène saison 1, mise en scène de Sophie Delmas, Frantz Morel à L'Huissier et Aurélie Badol au Théâtre de Longjumeau en Essonne
- 2017 : Quand la guerre sera finie de Marie-Cécile Lachaud et Nicholas Skijlbeck, mise en scène de Antoine Herbez, Festival off d'Avignon[27]
- 26 et 27 mai 2018 : Spectacles Longjumeau en scène saison 2 intitulé Longjumeau en scène Academia, mise en scène de Sophie Delmas, Frantz Morel à L'Huissier et Philippe bonhommeau au Théâtre de Longjumeau en Essonne
- mai 2019 : Spectacles Longjumeau en scène saison 3 intitulé Grease Disco, mise en scène de Sophie Delmas, Frantz Morel à L'Huissier et Philippe bonhommeau au Théâtre de Longjumeau en Essonne
- 2020 (spectacle annulé : CORONAVIRUS) : Longjumeau en scène saison 4, mise en scène de Sophie Delmas, Frantz Morel et Philippe bonhommeau
- 13 juin 2021 Longjumeau en scène saison 5 : intitulé Happy Birthday en scène !, mise en scène de Sophie Delmas, Frantz Morel à L'Huissier et Philippe bonhommeau au Théâtre de Longjumeau en Essonne
- 12 juin 2022 Longjumeau en scène saison 6 : intitulé From Disney toi Broadway !, mise en scène de Sophie Delmas, Frantz Morel à L'Huissier et Philippe bonhommeau au Théâtre de Longjumeau en Essonne (dernière saison)
- 25 et 26 juin 2022  Spectacle CHARLIE LIGHT – LES ORPHELINS D’UN MONDE MODERNE Mise en scène par Sophie Delmas et chorégraphiée par Matteo Reggiori, la nouvelle comédie musicale "Charlie Light, les Orphelins d'un Monde Moderne" est interprété par la troupe Locksley Mus', située à Marly.
- 2022-2023 : Casse Noisette la comédie musicale, mise en scène et rôle de la maman

### DVD
- 2004 : Autant en emporte le vent
- 2009 : Dothy et le Magicien d'Oz

## Discographie

### Singles
- 1997 : Je le veux
- 2001 : Pour aimer plus fort : Hanna H, Rose Laurens et Sophie Delmas, extrait de L'Ombre d'un géant
- 2002 : Rêver d'être une star, extrait de L'Ombre d'un géant
- 2011 : Le chemin, single caritatif pour l'ONG Winds Peace Japan
- 2013 : Un faux départ avec le collectif Les grandes voix des comédies musicales

### Albums
- 2001 : L'Ombre d'un géant
- 2003 : Autant en emporte le vent
- 2009 : Dothy et le Magicien d'Oz
- 2010 : Raiponce
- 2013 : Pinocchio, le spectacle musical
- 2017 : La Belle et la Bête

## Doublage

### Cinéma
- 2010 : Raiponce de Byron Howard et Nathan Greno : voix chantée de Mère Gothel
- 2017 : La Belle et la Bête de Bill Condon : Mme Samovar (Emma Thompson)
- 2022 : Wish - Disney : La reine Amaya (voix chantée)

### Télévision
- 2017 : Raiponce, la série : Mère Gothel
- 2021 : Bienvenue chez les Loud, le film : Morag
- 2024 : Agatha All Along : voix chantée de Lilia Calderu (Patti LuPone)